# Вілго Геланен
Ві́лго Ге́ланен (фін. Vilho Helanen) — фінський політик правого толку, журналіст, письменник, засновник національного детективного жанру. Учасник громадянської війни у Фінляндії. Ветеран естонської Визвольної війни (1919). Тричі голова Карельської Академічної Спілки. Через зв'язки з естонськими націоналістами оголошений персоною нон-ґрата у міжвоєнній Естонії.

## Життєпис

### Походження і освіта
Народився 1899 року в сім'ї окружного судді в місті Оулу у змішаній фінсько-шведській родині. До 1905 носив шведське прізвище Хеландер. Після школи і коледжу вступив до Гельсінського університету. Переривав навчання в 1918, відновив після повернення з війни.
Закінчив університет за курсом історії та економіки. Отримав ступінь бакалавра філософії. З 1937 — доктор філософії.

### Політична діяльність
Під час громадянської війни 1918 Вілго Геланен став на сторону білих і служив у Охоронному корпусі.
У 1919 добровільно брав участь в естонській війні за незалежність. Повернувшись до Гельсінкі, завершив університетську освіту.
В середині 1920-х Геланен редагував студентський феноманський журнал, на початку 1930-х був головою університетської студентської спілки.
З 1922 по 1941 працював секретарем страхової компанії.
Вілго Геланен був переконаним прихильником Великої Фінляндії, дотримувався правих націоналістичних і антикомуністичних поглядів.
У 1923 вступив до Карельської Академічної Спілки (AKS).
У 1927 обраний головою AKS і протягом року очолював організацію. Згодом ще двічі очолював AKS — у 1934 — 1935 і 1936 — 1944.
З 1929 Вілго Геланен був прихильником правого Руху Лапуа, підтримав заколот у Мянтсяля. Після розпуску Руху Лапуа Геланен приєднався до Патріотичного народного руху (IKL). Був у дружніх відносинах і активно співпрацював політично з Еліясом Сімойокі.
Політичні погляди Вілго Геланена не зовсім співпадали з поглядами його соратника по AKS — більш ліберального Урго Кекконена, майбутнього президента Фінляндії. Про цей розрив і подальше ворогування сам Кекконен згадував незадовго до своєї смерті в 1981.
У 1933 Геланен відвідував Естонію, встановив зв'язки з рухом вапсів Артура Сірка. Підтримував спробу естонського перевороту, яку організовували праві сили. У 1934 Геланен був оголошений персоною нон-ґрата в Естонії.

### Військовий пропагандист і організатор
Під час Зимової війни Вілго Геланен очолював організацію Maan Turva («Безпека Землі»). Ця структура, афільована з AKS, займалася антисовєцькою військовою пропагандою, моніторингом суспільних настроїв і до певної міри контррозвідкою.
Вілго Геланен з великим ентузіазмом сприйняв совєцько-фінську війну (1941—1944), називав її «священною» і вважав історичним шансом для країни:

Тепер, об'єднавшись в одностайності, наш народ створює нову єдину Фінляндію і назавжди усуває загрозу зі сходу.

Геланен був одним з керівників фінської військової пропаганди в Східній Карелії, представляв МВС Фінляндії в Таллінні. З лютого 1943 очолював в Таллінні спеціальну комісію з евакуації інгерманландців з Естонії до Фінляндії. У 1944, під час совєцької окупації країн Балтії, Геланен активно допомагав еміґрації естонців до Фінляндії.
З 1940 Геланен також редагував часопис AKS "Suomen heimo". У 1942-1945 працював у страховому фонді Виборга.
За умовами Московського перемир'я 1944 діяльність AKS і IKL була заборонена, часопис "Suomen heimo" закритий. Однак Вілго Геланен не припинив політичної діяльності. Він намагався організувати антисовєцький опір силами фінських націоналістів, естонських емігрантів. Однак ці спроби були припинені адміністрацією Маннергейма.

### Письменник
У 1948 Вілго Геланен був заарештований за звинуваченням у державній зраді на користь Фінляндії. Відбув в ув'язненні два з половиною роки. Після звільнення в 1951 впритул зайнявся літературною діяльністю.
Писати художню прозу і публіцистику Вілго Геланен почав з 17 років.
У 1921 — 1952 було опубліковано понад двадцять його авторських творів. Літературний успіх принесло перше ж видання — військові мемуари "Suomalaiset Viron vapaussodassa" ("Фіни в Естонській визвольній війні", 1921). Великий резонанс мали його романи, особливо "Sarastus ("Світанок", 1923) і "Helsingissä tapahtuu" (1941). Типовим героєм творів Геланена є молодий фінський патріот, який веде боротьбу з комуністами і національними зрадниками.
Геланен пішов працювати до "Helsingin Sanomat" і в 1952 вирушив у журналістське відрядження в ФРН. Там і помер від серцевого нападу.

### Родина
Вілго Геланен був одружений з Кааріні Емілії Гюрскайнен. Мав у шлюбі четверо дітей. Югані Геланен, 18-річний син Вілго Геланена, пропав безвісти в 1946 (імовірно він брав участь в прийомі політичних іммігрантів з Естонії).